# حوزه انتخابیه هفتم کارولینای شمالی

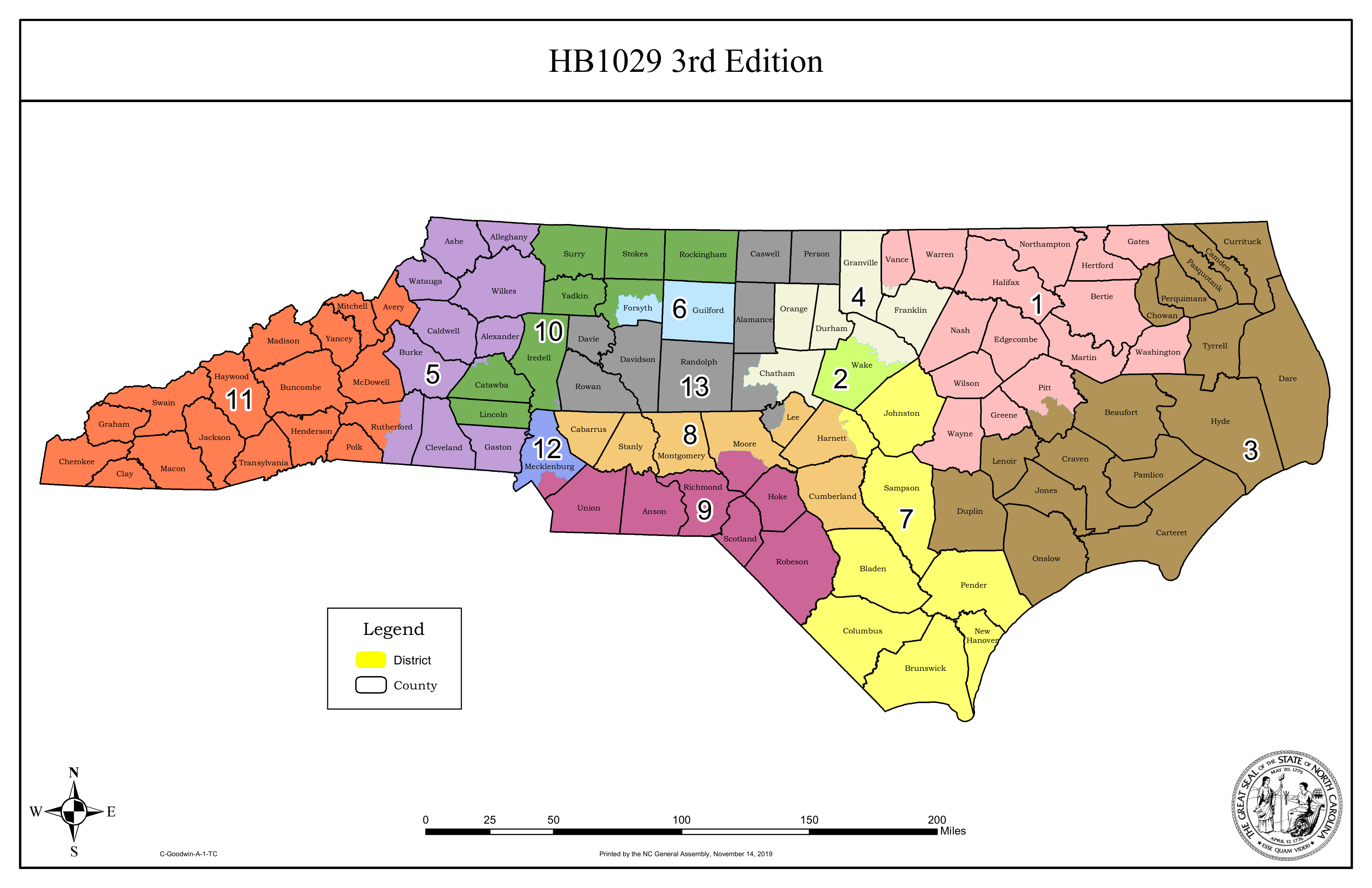
کارولینای شمالی

حوزه انتخابیه هفتم کارولینای شمالی یک حوزه انتخابیه مجلس نمایندگان آمریکا است که در ایالت کارولینای شمالی قرار دارد.